# Gillois
Gillois település Franciaországban, Jura megyében. Lakosainak száma 128 fő (2022. január 1.). Gillois Nozeroy, Arsure-Arsurette, Bief-des-Maisons, Billecul, Les Chalesmes, Conte, La Favière és Sirod községekkel határos.

## Népesség
A település népességének változása:
| Lakosok száma | 141  | 130  | 115  | 142  | 121  | 126  | 136  | 137  | 137  | 128  |
|               | 1968 | 1982 | 1990 | 2006 | 2013 | 2015 | 2017 | 2019 | 2020 | 2022 |